# Policía de La Rioja
La Policía de La Rioja, una de las 23 policías provinciales existentes en la Argentina, está a cargo de la seguridad pública de los habitantes de la provincia de La Rioja.

## Historia
Dos días después de fundar la Ciudad de Todos los Santos de la Nueva Rioja, Don Juan Ramírez de Velazco nombró el 22 de mayo de 1591 como Alcalde de la Santa Hermandad a Don Damián Pérez de Villarreal, quien tendría a su cargo las personas que debían vigilar el orden y todo lo concerniente a la moral y buenas costumbres en la Nueva Ciudad.